# Sargeant (Minnesota)
Sargeant ist ein Ort innerhalb der Sargeant Township im Mower County in Minnesota. Das U.S. Census Bureau hat bei der Volkszählung 2020 eine Einwohnerzahl von 63 ermittelt. Sargeant war damit einer der kleinsten als City statuierten Orte in den Vereinigten Staaten.

## Geographie
Nach den Angaben des United States Census Bureaus hat die Ortschaft eine Fläche von 2,1 km², die vollständig durch Land gebildet wird.
Sargeants geographische Koordinaten sind 43° 48′ N, 92° 48′ W

## Demographie
Zum Zeitpunkt des United States Census 2000 bewohnten Sargeant 76 Personen. Die Bevölkerungsdichte betrug 35,4 Personen pro km². Es gab 33 Wohneinheiten, durchschnittlich 15,4 pro km². Die Bevölkerung Sargeants bestand zu 98,68 % aus Weißen und 1,32 % nannten zwei oder mehr Rassen. 
Die Bewohner Sargeants verteilten sich auf 29 Haushalte, von denen in 44,8 % Kinder unter 18 Jahren lebten. 51,7 % der Haushalte stellten Verheiratete, 10,3 % hatten einen weiblichen Haushaltsvorstand ohne Ehemann und 31,0 % bildeten keine Familien. 24,1 % der Haushalte bestanden aus Einzelpersonen und in 13,8 % aller Haushalte lebte jemand im Alter von 65 Jahren oder mehr alleine. Die durchschnittliche Haushaltsgröße betrug 2,62 und die durchschnittliche Familiengröße 3,00 Personen.
Die Bevölkerung verteilte sich auf 32,9 % Minderjährige, 5,3 % 18–24-Jährige, 30,3 % 25–44-Jährige, 14,5 % 45–64-Jährige und 17,1 % im Alter von 65 Jahren oder mehr. Das Durchschnittsalter betrug 36 Jahre. Auf jeweils 100 Frauen entfielen 85,4 Männer. Bei den über 18-Jährigen entfielen auf 100 Frauen 88,9 Männer.
Das mittlere Haushaltseinkommen in Sargeant betrug 38.333 US-Dollar und das mittlere Familieneinkommen erreichte die Höhe von 38.333 US-Dollar. Das Durchschnittseinkommen der Männer betrug 27.000 US-Dollar, gegenüber 12.188 US-Dollar bei den Frauen. Das Pro-Kopf-Einkommen belief sich auf 14.485 US-Dollar. 15,4 % der Bevölkerung und 7,1 % der Familien hatten ein Einkommen unterhalb der Armutsgrenze, davon waren 0 % der Minderjährigen und 16,0 % der Altersgruppe 65 Jahre und mehr betroffen.